# Бараки-Бертони-Кодевила (Савона)
Бараки-Бертони-Кодевила је насеље у Италији у округу Савона, региону Лигурија.
Према процени из 2011. у насељу је живело 128 становника. Насеље се налази на надморској висини од 489 м.